# Mycocentrospora
Mycocentrospora is een geslacht van schimmels uit de orde Pleosporales. De familie is nog niet eenduidig bepaald (Incertae sedis). De typesoort is Mycocentrospora acerina.

## Soorten
Volgens Index Fungorum telt het geslacht 12 soorten (peildatum februari 2022):
| Soortnaam                                      | Auteur(s)                    | Publicatiejaar |
| ---------------------------------------------- | ---------------------------- | -------------- |
| Mycocentrospora acalyphae                      | K. Srivast. & A.K. Srivast.  | 1995           |
| Mycocentrospora acerina (Zwarte-plekkenziekte) | (R. Hartig) Deighton         | 1972           |
| Mycocentrospora angulata                       | (R.H. Petersen) S.H. Iqbal   | 1974           |
| Mycocentrospora aquatica                       | S.H. Iqbal                   | 1974           |
| Mycocentrospora asiminae                       | (Ellis & Kellerm.) Deighton  | 1972           |
| Mycocentrospora clavata                        | S.H. Iqbal                   | 1974           |
| Mycocentrospora fusarioides                    | Matsush.                     | 1987           |
| Mycocentrospora linariae                       | (Baudyš & Picb.) U. Braun    | 1995           |
| Mycocentrospora polygonii                      | K. Srivast. & A.K. Srivast.  | 1995           |
| Mycocentrospora varians                        | R.C. Sinclair & Morgan-Jones | 1979           |
| Mycocentrospora veratri                        | (Peck) U. Braun              | 1991           |
| Mycocentrospora verrucosa                      | Pollack & Ellett             | 1974           |